# Port de Keelung
Le port de Keelung (chinois traditionnel:基隆港 ; pinyin:Jīlóng gǎng ; tongyong pinyin:Jilóng Gǎng ; Wade-Giles:Chi-lung-kang ; Pe̍h-ōe-jī:Ke-lâng-káng) est un port situé à proximité de la ville de Keelung à Taïwan. Il est exploité par la Taiwan International Ports Corporation, une société de gestion portuaire taïwanaise. 

## Histoire
Le traité de Tientsin de 1858 définit Tamsui comme un port ouvert. Le port de Keelung fut ouvert quelques années plus tard, en 1886. Au cours de la période coloniale japonaise, le gouverneur-général de Taïwan lança le développement du port de Keelung. Au début et au milieu du XXe siècle, il fut le plus grand port de Taïwan et apporta la prospérité à la ville de Keelung qui devint la 4e plus grande ville de Taïwan (après Taipei, Tainan et Kaohsiung). 
Après sa défaite à la fin de la Seconde Guerre mondiale, l'armée japonaise se retira de Taïwan par le port de Keelung. Il fut aussi le principal port par lequel les autorités chinoises entrèrent à Taïwan pour reprendre l'île au Japon. Avec la croissance économique rapide de Taïwan au cours des années 1960-1970, le port de Keelung devint l'un des ports les plus achalandés du monde. En 1984, le port de Keelung était le 7e port de fret dans le monde d'après son trafic.

## Architecture

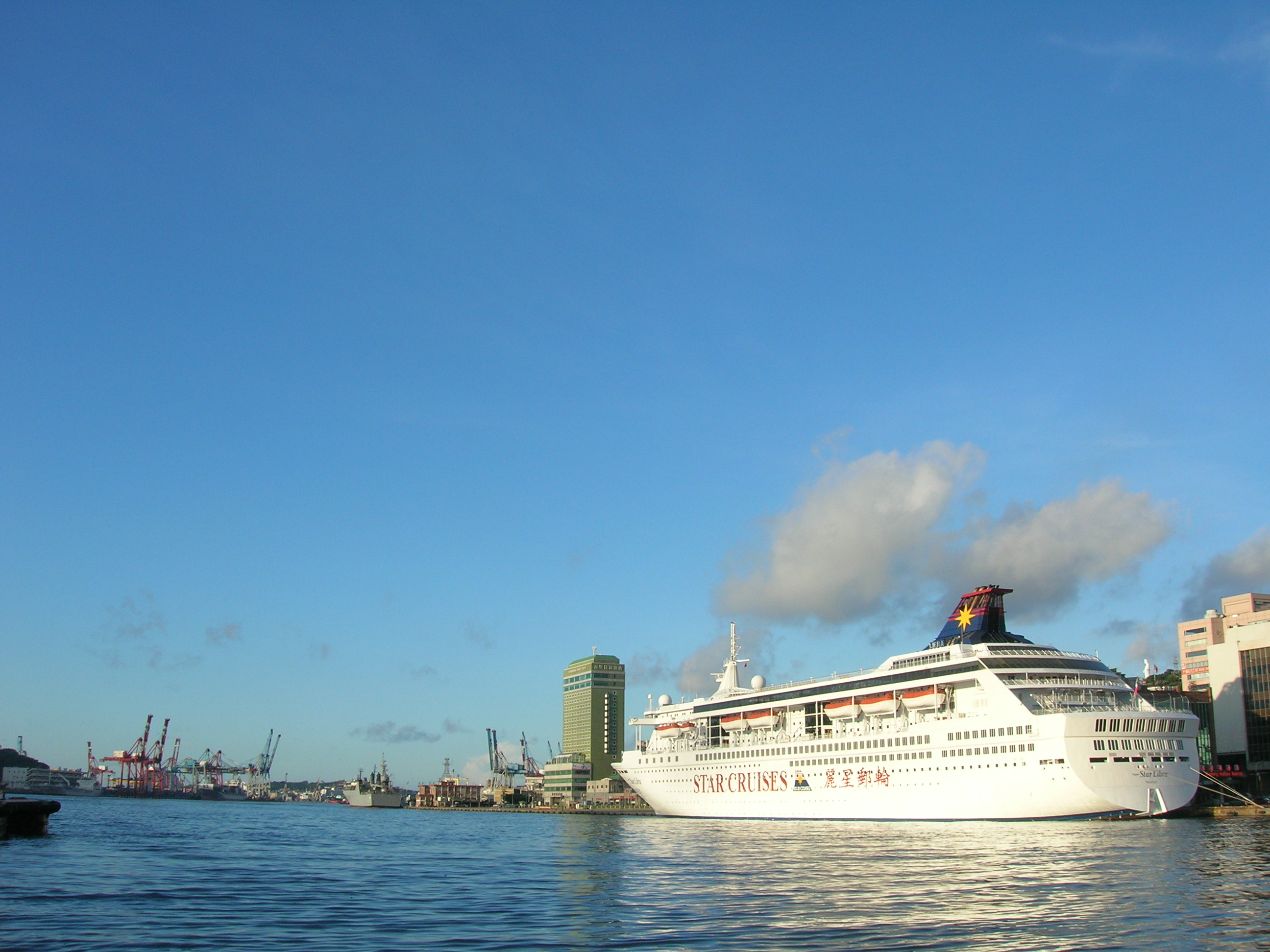
Bateau de croisière au port de Keelung

Le port forme une voie navigable étroite d'environ 2 000 mètres de long et de 400 mètres de large qui s'étend de l'intérieur du port au sud-ouest à l'embouchure du port au nord-ouest. 

## Destinations
Le port dessert les îles Matsu, Okinawa et l'îlot Keelung, ainsi que la ville de Xiamen. 

## Transport
Le port de Keelung est accessible depuis la gare de Keelung, gérée par la compagnie des chemins de fer taïwanais. 